# Phoenix Peak, Antarktis
Phoenix Peak är en bergstopp i Antarktis. Den ligger i Västantarktis. Argentina, Chile och Storbritannien gör anspråk på området. Toppen på Phoenix Peak är 528 meter över havet, eller 441 meter över den omgivande terrängen. Bredden vid basen är 7,9 km.
Terrängen runt Phoenix Peak är kuperad åt nordost, men åt sydväst är den platt. Trakten är obefolkad. Det finns inga samhällen i närheten. 